# Zsoldos Imre (misszionárius)
Zsoldos Imre (Bejcgyertyános, 1931. április 16. – Tajpej, 2009. november 20.) verbita szerzetes, egyetemi tanár, misszionárius, nyelvész, költő, műfordító.

## Élete
1931. április 16-án született a Vas vármegyei Bejcgyertyánoson. Polgári iskolát végzett, majd Budatétényben volt kisszeminarista, a budafoki premontrei gimnázium magántanulója volt. 1948-ban novíciusként Kőszegre ment. A noviciátus második évében a kőszegi bencés atyák tanították, ezt követően előrehozott fogadalomtételt tett.
Miután a szerzetesrendeket feloszlatták, Pannonhalmán tanult. Kiskunmajsán tett le az érettségi vizsgát mint katona. Ezután filozófiát tanult két éven kesztül az egri szemináriumban.
1956-ban nyugatra emigrált, Mödlingben a Szent Gabriel Missziósházban tanult teológiát. Ugyanitt szentelték pappá 1960-ban. A párizsi Sorbonne-on tanult francia nyelvet és irodalmat, s ezután Tajvanba küldték misszióra. 1964-től Hszincsuangban kínai nyelvet és kultúrtörténetet tanult a jezsuiták nyelviskolájában, egy évvel később, 1965-ben ő alapította meg a Fu Zsen Katolikus Egyetem francia tanszékét. 1967-ben a washingtoni Georgetowni Egyetemen angol és francia nyelvészettel foglalkozott, majd 1969-ben tett szakvizsgát és 1975-ben szerezte meg doktori fokozatát. Ezután a tajpeji Fu Zsen Katolikus Egyetem tanszékvezető tanára lett. Mandarin nyelven tanította a világirodalmat, több művet is lefordított, de jelentek meg saját írásai is.
1998-ban munkássága elismeréseként a Magyar Köztársasági Érdemrend nagykeresztjével tüntették ki.
2009. november 20-án halt meg Tajpejben 78 éves korában.

## Művei
- Fu jen, szeretetben szolgálni. Versek, meditációk, műfordítások; vál., sajtó alá rend. Szamos Rudolf; Pannon Műhely, Szombathely, 1991
- Ruminations; Fujen University, Taipei, 1995